# Villánykövesd
Villánykövesd é uma vila da Hungria, situada no condado de Baranya. Tem 7,49 km² de área e sua população em 2019 foi estimada em 254 habitantes.